# Milan Čorba
Profesor Milan Čorba (26. července 1940 – 12. května 2013) byl slovenský scénograf,
filmový a divadelní kostýmní výtvarník, vysokoškolský pedagog, manžel slovenské herečky
Emílie Vašáryové, švagr herečky a diplomatky Magdy Vašáryové a jejího manžela Milana Lasici.

## Život
Nejprve studoval na Vysoké škole pedagogické a posléze své studium dokončil na Filozofické fakultě Univerzity Komenského v Bratislavě. Na konci 60. let působil v Divadle Na korze v Bratislavě.
Od roku 1984 spolupracoval se Slovenským národním divadlem a Československou televizí, pracoval i pro řadu českých divadel,
kostýmy navrhl pro zhruba 40 českých a slovenských filmů, spolupracoval se Slovenskou i Českou televizí. Byl také řádným členem České filmové a televizní akademie, aktivně spolupracoval i s Mezinárodním divadelním institutem UNESCO.
Scénografii a divadelní umění vyučoval od roku 1975 na Vysoké škole múzických umění v Bratislavě, kdy byl rektorem.